# Toni Huttunen
Toni Huttunen (Kuusankoski, 12 januari 1973) is een voormalig profvoetballer uit Finland, die speelde als verdediger gedurende zijn carrière. Hij beëindigde zijn actieve loopbaan in 2009 bij de Finse club MyPa-47 Anjalankoski, waarmee hij één keer de landstitel won.

## Interlandcarrière
Huttunen kwam in totaal elf keer (nul doelpunten) uit voor de nationale ploeg van Finland in de periode 1994–2002. Onder leiding van bondscoach Jukka Ikäläinen maakte hij zijn debuut op 26 oktober 1994 in de vriendschappelijke uitwedstrijd tegen Estland (0-7) in Tallinn, net als Joonas Kolkka (MyPa) en Lasse Karjalainen (FC Jazz Pori). Hij viel in die wedstrijd na 87 minuten in voor aanvoerder Ari Hjelm.

## Erelijst
MyPa-47 Anjalankoski
- Veikkausliiga

2005
- Beker van Finland

1992, 1995, 2004